# Blackstonia acuminata subsp. acuminata
Blackstonia acuminata subsp. acuminata é uma subespécie de planta com flor pertencente à família Gentianaceae. 
A autoridade científica da subespécie é (W.D.J. Koch & Ziz) Domin.

## Portugal
Trata-se de uma subespécie presente no território português, nomeadamente em Portugal Continental.
Em termos de naturalidade é nativa da região atrás indicada.

## Protecção
Não se encontra protegida por legislação portuguesa ou da Comunidade Europeia.